# Decim
Decim er en betegnelse i musik for et toneinterval på 10 toner, dvs. to toner mere end en oktav.
I en kromatisk skala er en lille decim på 15 halvtoner og en stor decim på 16 halvtoner. 
I den tempererede stemning er frekvensforholdet mellem de to toner i en lille decim:
{\displaystyle 2^{15/12}\approx 2.3784}
mens det for en stor decim er:
{\displaystyle 2^{16/12}\approx 2.5198}
En stor decim kan for eksempel gå fra c1 til e2:
En lille decim kan for eksempel gå fra c1 til e♭2:
Springene forekommer sjældent i sange for to på hinanden følgende toner. Som toneomfang er decim dog ikke sjælden.
Et eksempel på en melodi med den store decim som toneomfang er Marken er mejet, mens Min Jesus, lad mit hjerte få er et eksempel på en melodi med et toneomfang på en lille decim (fra c♯1 til e2 hvis der er noteret i A-dur).
Hovedmotivet fra Peter Tjajkovskijs første pianokoncert har decim-springet hvor der hoppes en stor decim fra d♭ til f 16 halvtoner højere:
I klaverspil er en decim et forholdsvist stort interval hvis det skal tages samtidig i én hånd. Det kræver en ikke for lille hånd. Det ses ikke så ofte noteret i almindelige sange, men forekommer dog, for eksempel i Carl Nielsens Fordum var der fred på gaden fra Maskarade som noteret i Folkehøjskolens Melodibog, hvor venstre hånd på ordet Maskarade skal spænde fra a til c:
Det umiddelbare mindre diatoniske toneinterval kaldes en none, mens det større kaldes en undecim.
| Musik | Spire Denne musikartikel er en spire som bør udbygges. Du er velkommen til at hjælpe Wikipedia ved at udvide den. |